# Allein (Film)
Allein ist ein deutsches Filmdrama von Thomas Durchschlag aus dem Jahre 2004.

## Handlung
Die junge Frau Maria leidet unter dem Borderline-Syndrom. Sie arbeitet tagsüber in der Uni-Bibliothek des Campus Essen der Universität Duisburg-Essen. Die Nächte verbringt die einsame Frau in Discotheken und gabelt Liebhaber für One-Night-Stands auf. Anschließend wirft sie die Liebhaber wieder aus ihrem Bett oder flieht in noch tiefere psychische Löcher. Mit starken Alkoholika und Tabletten versucht sie Herrin über sich zu werden, was jedoch dazu führt, dass sie ungehemmter in noch absurdere Abenteuer fällt. Die einzige Person, die von ihrer Krankheit weiß, ist ihre Freundin Sarah. Maria sehnt sich nach einer dauerhaften Beziehung, fühlt sich aber nicht dazu in der Lage. Die einzige dauerhafte Beziehung, die sie hat, ist die zu Wolfgang, der ihre Krankheit ausnutzt für seine Perversitäten.
In der Bibliothek lernt Maria den jungen Tiermedizinstudenten Jan kennen, der ein Praktikum im Wuppertaler Zoo macht. Beide sind verliebt und Maria hofft, erstmals eine Beziehung aufzubauen, fürchtet sich aber gleichzeitig davor, erneut eine solche Beziehung durch ihre Stimmungswechsel zu zerstören. Doch erstmals spürt sie so etwas wie Geborgenheit. Jan wird dennoch mit den Stimmungswechseln konfrontiert und ist verwirrt. Er bemerkt, dass Maria Probleme hat, und versucht, sie aufzuspüren. Maria dagegen fürchtet sich, Jan die Wahrheit zu erklären, um ihn nicht zu verlieren. Ein Kurzurlaub am Meer wird für Maria zu einem ihrer wunderschönsten Erlebnisse. Als Jan für eine Woche zu einer Studienexpedition nach Holland fährt, verwindet Maria das erneute Alleinsein und die Einsamkeit nicht und stürzt erneut ab. Wieder nimmt sie Kontakt mit Wolfgang auf und verbringt die Nacht mit ihm. Nach durchzechter Nacht kommt sie wie so oft zu spät zur Arbeit und verliert ihren Job. Die Freundin Sarah nimmt sie auf. Jan versucht nach seiner Heimkehr erneut hinter die Probleme seiner Freundin zu kommen, doch sie flieht vor ihm. Nach einem Unfall mit einem gestohlenen Taxi irrt sie durch die Nacht. An ihrem Lieblingsort findet Jan seine verstörte Freundin am Morgen. Maria ist gerührt, da Jan nicht locker lässt und es anscheinend wirklich ernst mit ihr meint.

## Auszeichnungen
- Filmfestival Max Ophüls Preis 2005: Beste Nachwuchsdarstellerin für Lavinia Wilson
- Grimme-Preis 2007: Für Thomas Durchschlag[2]

## Kritiken
- Prisma Online: Regiedebütant Thomas Durchschlag ging bei der Story recht radikal vor und präsentiert eine Lavinia Wilson in Bestform. Durch ihre starke Leistung verzeiht man auch den ein oder anderen inszenatorischen Wackler. Das Werk erhielt Preise bei den Hofer Filmtagen und in Saarbrücken.
- filmkritiken.org: Zurück bei den Klischees: beim brav-naiven Freund, den Maria dann doch noch findet und bei der schweren Klaviermusik, die von der Tonspur trieft, während Maria vor dem Fenster steht und die Wodkaflasche wie Mineralwasser leert. So bleibt ein kaum überzeugendes Bildnis einer gestürzten Person, ein bemühtes Exemplar jener Gattung von ‘Problemfilmen’, die den anderorts so spannenden deutschen Film beim Publikum in Verruf gebracht haben.
- critic.de: Allein ist ein einfühlsamer Film, der ohne überflüssige Schnörkel konzentriert erzählt und gleichzeitig eindringlich berührt. Der Film beschreibt Situationen einer zerbrechlichen Figur, die mit sich selbst verstrickt ist. Dabei lässt er den Zuschauer genau zwischen jenen Gefühlen der Nähe und Abstoßung pendeln, die das Leben der Hauptfigur bestimmen.
- Sascha Westphal, FR: Lavinia Wilsons Darstellung verwandelt Maria von einer Fallstudie in eine lebendige Figur, die weitaus komplexer ist als die Summe all ihrer Krankheitssymptome nahe legt.
- Michael Althen, FAZ: Lavinia Wilson ist eine Sensation. Manchmal ist ihr Gesicht so spitz wie das von Nicole Kidman, dann wieder so durchscheinend verletzlich wie das von Julianne Moore, und wenn es nicht diesen Film schon gäbe, müsste man hoffen, dass einer käme und ihr Geschichten auf den Leib schreibt.